# Amia
Amia, rod slatkovodnih riba iz porodice Amiidae i reda Amiiformes (muljarice). Od najmanje šest poznatih vrsta preživjela je samo jedna vrsta Amia calva koju je opisao još Linnaeus 1766. godine.
Ostale vrste, njih najmanje šest pozbnate su samo po fosilnim nalazima, to su:
- †Amia fragosa Jordan 1927; možda poseban rod Kindleia,  K. fragosa
- †Amia hesperia Wilson 1982; pronađena u Britanskoj Kokumbiji
- †Amia pattersoni Grande and Bemis 1998; maksimalna dužina joj je bila 1.404 milimetra.[2] Živjela je u eocenu, pronađena u Fossil Butte National Monument, blizu Kemmerera, u okrugu Lincoln, Wyoming.
- †Amia robusta Priem 1901
- †Amia scutata Cope 1875, pronađena u Coloradu.[3]
- †Amia uintaensis Leidy 1873, živjela u eocenu. Ostaci pronađeni u Wyomingu; okrug Sweetwater; Henry's Fork, Bridger Basin.